# Tipula (Lunatipula) pseudolunata
Tipula (Lunatipula) pseudolunata is een tweevleugelige uit de familie langpootmuggen (Tipulidae). De soort komt voor in het Palearctisch gebied.